# 里永德朗德
里永德朗德（法語：Rion-des-Landes，法語發音：[ʁjɔ̃ de lɑ̃d]）是法国朗德省的一个市镇，位于该省中部偏西，属于达克斯区。2017年，市镇博斯并入里永德朗德。

## 地理
里永德朗德（43°55'33"N, 0°55'13"W）面积134.06 平方千米，位于法国新阿基坦大区朗德省，该省份为法国西南部沿海省份，是法國本土面积第二大的省，北起吉倫特省，西临大西洋，南至大西洋比利牛斯省，东临热尔省，东北与洛特-加龍省接壤。
里永德朗德的时区为UTC+01:00、UTC+02:00（夏令时）。

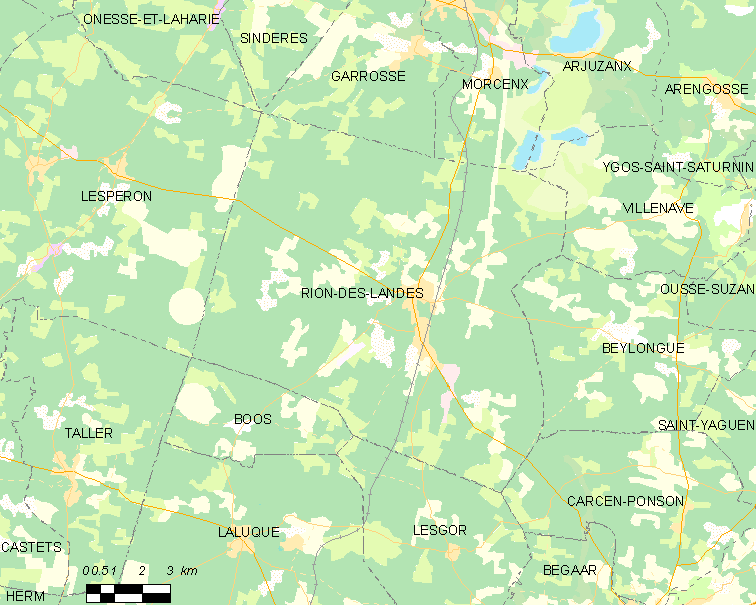
里永德朗德的OSM定位图

## 行政
里永德朗德的邮政编码为40370，INSEE市镇编码为40243。

## 政治
里永德朗德所属的省级选区为莫尔桑克斯-塔尔塔斯地区县。

## 人口

1962-2008年间里永德朗德人口变化图示

里永德朗德于2022年1月1日时的人口数量为3115人。